# Краснофлотский мост (Архангельск)
Краснофлотский мост («новый мост») — автодорожный мост через Северную Двину в Архангельске. Мостовой переход включает мост через левую протоку Северной Двины, дорогу по насыпи через остров Краснофлотский и ещё один мост через правую протоку Северной Двины.
Мост имеет 4 полосы движения и тротуары с каждой стороны. Часть моста, расположенная ближе к левому берегу Северной Двины, имеет разводную конструкцию и разводится в ночное время. Общая протяженность мостового перехода с подходами, включающая насыпи и два моста длиной 1548 м и 1110 м составляет 5514 метра.
После постройки «нового» моста через Краснофлотский остров в 1990 году Северодвинский мост (1964 года постройки) горожане стали называть «старым».
Автомобильная дорога через Краснофлотский мост выходит на федеральную трассу М8 «Холмогоры».